# Feliniopsis subsagula
Feliniopsis subsagula là một loài bướm đêm trong họ Noctuidae.